# Dorylus bequaerti
Dorylus bequaerti é uma espécie de formiga do gênero Dorylus.